# Carl Heinrich von Schöning
Carl Heinrich von Schöning, auch Heinrich Carl von Schöning (* 11. November 1750 in Prenzlau; † 1824 in Berlin) war ein preußischer Landrat. Er stand ab 1788 dem Lebuser Kreis in der Kurmark vor. 
Er stammte aus der pommersch-neumärkischen uradligen Familie von Schöning und war ein Sohn des Generalmajors Emanuel von Schöning (1690–1757). Seine Mutter Auguste Christiane (1731–1791) war eine Tochter des Generalmajors Georg Friedrich von Oldenburg.
Als Jugendlicher trat er in die preußische Armee ein. Sein Verwandter Bernhard Alexander von Düringshofen hatte ihn für dessen Infanterieregiment gewonnen. Er begann um 1761 als Fahnenjunker und rückte in 23 Jahren im Regiment zum Leutnant auf. Danach war er für 4 Jahre als Werbeoffizier im Fürstentum Ansbach und im Fürstentum Bayreuth tätig. 
1786 heiratete er Charlotte von Beerfelde aus der märkischen uradligen Familie von Beerfelde, eine Tochter von Hans Sigismund von Beerfelde, Landrat im Lebuser Kreis. Nach deren Tod heiratete er ihre Schwester Amalie von Beerfelde. 1788 nahm Schöning seinen Abschied aus der Armee. 
Durch Förderung seines Schwiegervaters wurde Schöning im gleichen Jahr dessen Nachfolger als Landrat des Lebuser Kreises. Schöning blieb bis jedenfalls 1803 im Amt.  
Aus Schönings erster Ehe mit Charlotte von Beerfelde ging eine Tochter Auguste hervor; diese heiratete den General Adolf Eduard von Thile. Aus Schönings zweiter Ehe mit Amalie von Beerfelde gingen drei Kinder hervor. 